# Elmore City
Elmore City – miasto w Stanach Zjednoczonych, w stanie Oklahoma, w hrabstwie Garvin.